# Ivano Brugnetti
Ivano Brugnetti (ur. 1 września 1976 w Mediolanie) – włoski lekkoatleta chodziarz, mistrz olimpijski i mistrz świata.
Na mistrzostwach świata w 1999 w Sewilli zajął początkowo 2. miejsce w chodzie na 50 kilometrów za Giermanem Skuryginem z Rosji, ale w 2001 Skurygin został zdyskwalifikowany za doping i IAAF przyznała Brugnettiemu tytuł mistrza świata. W 2000 roku zadebiutował na igrzyskach olimpijskich, rozgrywanego w jego ramach maratonu nie ukończył.
Później koncentrował się na chodzie na 20 kilometrów. Na igrzyskach śródziemnomorskich w 2001 w Tunisie zajął 7. miejsce na tym dystansie.
Do wielkiej formy powrócił w 2004. Na igrzyskach olimpijskich w Atenach zdobył złoty medal w chodzie na 20 km. Cztery lata później na igrzyskach w Pekinie zajął 5. miejsce. Zwyciężył w chodzie na 20 kilometrów na igrzyskach śródziemnomorskich w 2009 w Pescarze. Nie ukończył rywalizacji w chodzie na 20 km podczas mistrzostw Europy w 2010 w Barcelonie.
Był mistrzem Włoch w chodzie na 10 000 metrów w 1999, 2006, 2008 i 2009, w chodzie na 20 kilometrów w latach 2003 i 2004, a także w hali w chodzie na 5000 metrów w 2001, 2008 i 2009.
W 2011 ogłosił zakończenie kariery.